# EMBER
EMBER (prej imenovani DeBeat) so štiričlanska slovenska glasbena skupina iz Šentjerneja, ki ustvarja indie rock glasbo. Sestavljajo jo frontman ter glavni pisec besedil Davor Vovko, kitarist Jan Poreber, bas kitarist Nejc Hodnik in bobnar Nik Švalj Pleskovič. Ime prihaja iz angleškega izraza za žerjavico, ember. Še kot DeBeat so nastopili na Vičstoku (2019), bili pa so tudi finalisti 7. sezone Špil lige.
Februarja 2021 so izdali svoj prvi singel z naslovom »Pepel«, ki je postal popevka tedna ter tudi največkrat predvajana pesem leta 2021 na Valu 202. Zanj so posneli tudi videospot, ki je do marca 2022 na platformi Youtube nabral več kot 25 tisoč ogledov. Februarja 2022 je sledil drugi singel »Sam«.